# Maria Fekter
Maria Theresia Fekter, née 1er février 1956 à Attnang-Puchheim, est une femme politique autrichienne, membre du Parti populaire autrichien (ÖVP). Elle a été ministre fédérale de l'Intérieur entre juillet 2008 et avril 2011, et ministre fédérale des Finances d'avril 2011 à décembre 2013.

## Éléments personnels

### Formation et carrière
Elle fréquente le gymnasium de Gmunden, où était également scolarisée Maria Berger, puis entre dans une école supérieure de formation technique commerciale (Handelsakademie), passant avec succès son Matura en 1975. Elle entreprend par la suite des études supérieures de droit à l'université de Linz, où elle obtient son doctorat en 1979. Trois ans plus tard, elle réussit sa maîtrise d'administration commerciale.
Elle commence à travailler en 1982 chez Niederndorfer & Co., Kieswerke-Transportbeton, détenue par sa famille, dont elle devient directrice générale en 1986. Elle vend l'ensemble de ses actions cinq ans plus tard, en raison de son implication dans le monde politique, mais retrouve la société en 1995, comme présidente-directrice générale (PDG), un poste auquel elle renonce en 2007.

### Vie privée
Mariée, elle est mère d'un enfant.

## Parcours politique

### Du conseil municipal au gouvernement
En 1986, elle est élue membre du conseil municipal d'Attnang-Puchheim, où elle ne siège que pendant un mandat de quatre ans. Elle entre en effet au Conseil national en 1990, étant contrainte de renoncer immédiatement à son mandat de députée fédérale pour devenir secrétaire d'État au ministère fédéral des Affaires économiques. Dans le même temps, elle est désignée présidente de l'ÖVP dans sa ville natale et membre du bureau de la fédération économique autrichienne (ÖWB).

### Ascension au sein du Conseil national
Réélue députée en 1994, elle est choisie l'année suivante comme vice-présidente du Parti populaire autrichien dans le Land de Haute-Autriche et présidente de la commission parlementaire de la Justice. En 2002, elle prend la tête de la commission des Affaires économiques de l'Union des femmes européennes et renonce à ses fonctions au sein de l'ÖWB.

### Ombudsman, puis ministre fédérale

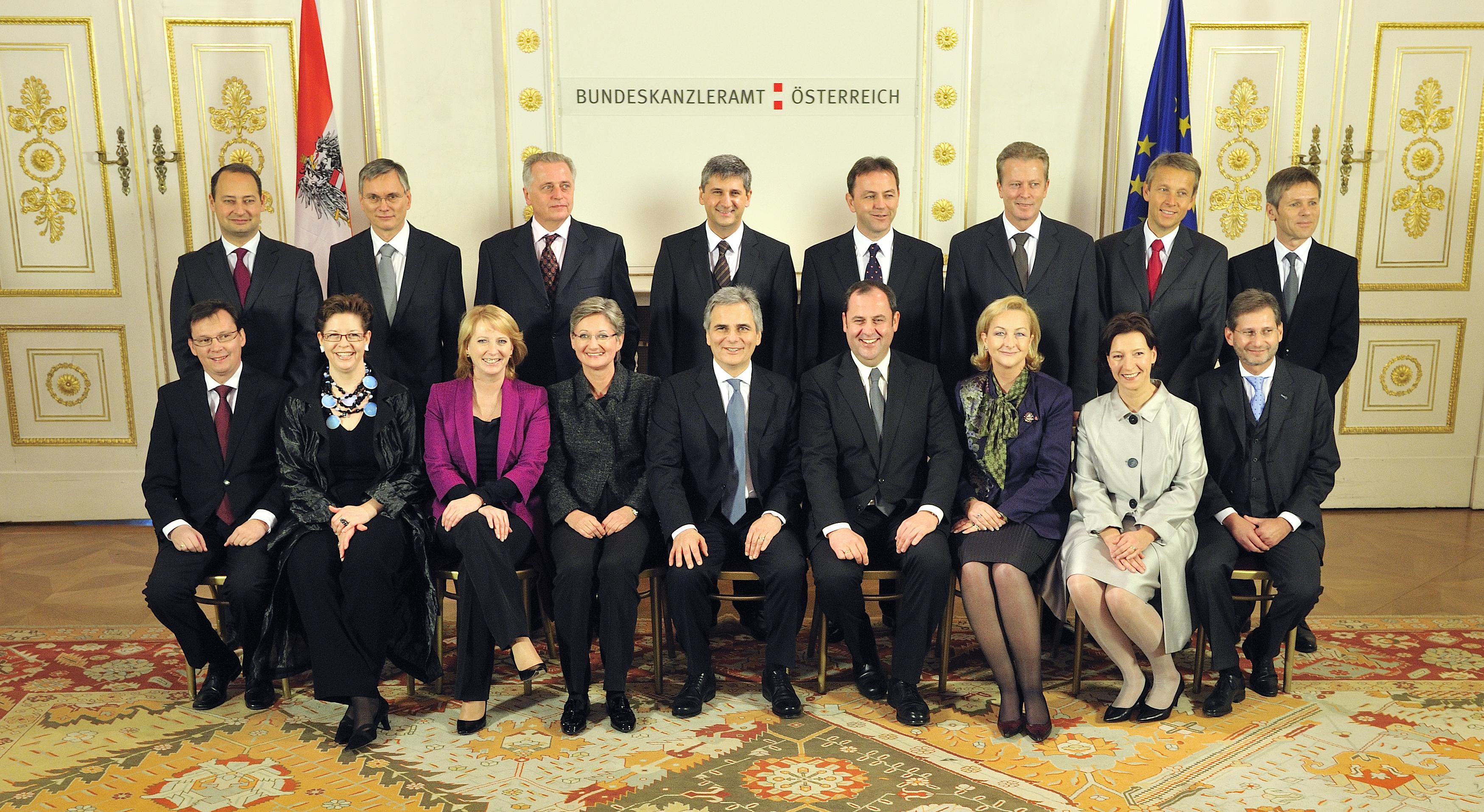
Gouvernement Faymann I le 2 décembre 2008, Maria Fekter est au premier rang, troisième personne en partant de la droite.

À la suite de sa nomination au poste d'avocate du peuple (Volksanwältin) le 1er juillet 2007, elle abandonne le Conseil national et son poste dans l'ÖVP. Cette même année, elle est promue présidente de l'Union des femmes européennes. Désignée ministre fédérale de l'Intérieur le 1er juillet 2008 dans la grande coalition du social-démocrate Alfred Gusenbauer et reconduite cinq mois plus tard dans l'alliance similaire du social-démocrate Werner Faymann, Maria Fekter devient le 21 avril 2011 ministre fédérale des Finances, étant la première femme à occuper ce poste.
Du fait du résultat des élections législatives fédérales du 29 septembre 2013, la grande coalition est reconduite. À la formation du nouveau gouvernement, le 16 décembre suivant, elle est remplacée par le vice-chancelier et président de l'ÖVP, Michael Spindelegger, et quitte l'exécutif.